# Les Ulmes
Les Ulmes är en kommun i departementet Maine-et-Loire i regionen Pays de la Loire i nordvästra Frankrike. Kommunen ligger i kantonen Doué-la-Fontaine som tillhör arrondissementet Saumur. År 2022 hade Les Ulmes 553 invånare.

## Befolkningsutveckling
Antalet invånare i kommunen Les Ulmes
| Referens: INSEE |